# Henriëtte Tol
Henriëtte Jacqueline Tol (Alkmaar, 9 maart 1953) is een Nederlands actrice, onder andere bekend door haar rol als Conny de Graaf in Westenwind. Ze is eveneens bekend van haar rol als advocate Nina Bisschot in Keyzer & De Boer Advocaten en als Esther de Winter in Bloedverwanten.

## Biografie
Tol volgde de Toneelschool van Amsterdam, waaraan ze in 1978 haar diploma behaalde. Vier jaar eerder debuteerde ze bij Toneelgroep Centrum in het stuk De babyfoon van Herman Lutgerink. Later zou Tol nog in vele toneelstukken van de toneelgroep meespelen. Ze maakte in 1979 haar debuut op de Nederlandse televisie in de televisieserie Ons goed recht. In 1983 vervulde Tol een gastrol in de dramaserie Mensen zoals jij en ik. 
In de jaren tachtig speelde Tol vooral mee in speelfilms. In 1981 speelde ze een bijrol in het door Ate de Jong geregisseerde Een vlucht regenwulpen. Een jaar later speelde Tol de rol van Anna in het door Marleen Gorris geregisseerde De stilte rond Christine M.. In de jaren die zouden volgen vervulde ze rollen in onder andere De Anna, Gebroken spiegels en Een dubbeltje te weinig. Na een gastrol in de ziekenhuisserie Medisch Centrum West werd Tol benaderd door Harry Klooster voor de rol van Karin Alberts in de soap Goede tijden, slechte tijden. Met de rol van Karin werd een succesvolle televisiecarrieré ingeluid.
Vanwege de Australische scripts werd Tol na ruim een jaar gedwongen afscheid te nemen van haar rol in Goede tijden, slechte tijden. Niet veel later bemachtigde Tol een hoofdrol in de RTL 4-komedie Niemand de deur uit!. Tussen 1992 en 1994 werden twee seizoen uitgezonden. In 1995 zou Tol de rol van Mia vervullen in het met een Televizierring bekroonde dramaserie Vrouwenvleugel. In 1998 kreeg Tol de rol van Conny de Graaf in de zogeheten 'dure soap' Westenwind. Er werden 136 afleveringen gemaakt, verdeeld over zeven seizoenen. De opnames van Westenwind eindigden in 2001, maar de serie werd op televisie pas in het voorjaar van 2003 afgesloten. 
In het begin van de eenentwintigste eeuw deed de actrice gastoptredens in de ziekenhuisserie Intensive Care en de politieserie Baantjer. In het jaar 2004 begonnen de opnames voor de serie Keyzer & De Boer Advocaten, waarin Tol de hoofdrol van Nina Bisschot vervulde. De serie liep drie seizoenen en eindigde in het voorjaar van 2008. Twee jaar later bemachtigde ze de rol van Esther de Winter in het familiedrama Bloedverwanten. In 2010, 2012 en 2014 werd er een seizoen uitgezonden.

## Persoonlijk
Op de set van Goede tijden, slechte tijden leerde Tol haar huidige echtgenoot Rob Snoek kennen. Samen hebben ze een dochter, Louise. Zij was eerder gehuwd met de componist en musicus Bob Zimmerman.

## Filmografie

### Televisie
Hoofdrollen:
- Goede tijden, slechte tijden - Karin Alberts-Mulder (RTL 4, 1991-1992)
- Niemand de deur uit! - Els Prins (RTL 4, 1992-1994)
- Westenwind - Conny de Graaf-Dijkzicht (RTL 4, 1999-2003)
- Keyzer & De Boer Advocaten - Nina Bisschot (KRO & NCRV, 2005-2008)
- Bloedverwanten - Esther de Winter (AVRO, 2010-2015)
- Kerst met de Kuijpers - Marja Kuijpers (Videoland, 2018)

Gastrollen:
- Ons goed recht - Rol onbekend (afl. De brandnetelkoning, VARA, 1979)
- Mensen zoals jij en ik - Stewardess Hannie (AVRO, 1983)
- Kanaal 13 (afl. Wat is mooi?, NCRV, 1983)
- Medisch Centrum West - Patricia Keizer (TROS, 1990)
- Zeg 'ns Aaa - Rechercheur (afl. Heel zeker, VARA, 1991)
- Vrouwenvleugel - Mia (RTL 4, 1995)
- Baantjer - Nelly Aronson (afl. De Cock en de dood op papier, RTL 4, 1996)
- Kind aan huis - Daphne (afl. Ouwe Snoeperd, RTL 4, 1997)
- De zeven deugden (afl. Voorzichtigheid: Brok-Stukken,  VPRO, 1999)
- Schiet mij maar lek - Ma Aurahema (afl. Harmonie, RTL 4, 2002)
- Intensive Care - Liesbeth (afl. Nieuw leven, RTL 4, 2002)
- Baantjer - Margreet van Baaren (afl. De Cock en de moord met een swing, RTL 4, 2003)
- S1ngle - Mona (Net5, 2010)
- Dokter Tinus - Louise Benschop (SBS6, 2012)
- Sinterklaasjournaal - Oma (NTR, 2014)
- Centraal Medisch Centrum - Marise van der Horst (RTL 4, 2016)
- Flikken Rotterdam - Moeder Laura (AVRO-TROS, 2021)
- Zussen - Loes van Dijk (Omroep MAX, 2024)

### Film
- Een vlucht regenwulpen (1981) - Zus van Martha
- De stilte rond Christine M. (1982) - Anna
- Een zaak van leven en dood (1983) - Psychiater
- De Anna (1983) - Marie
- Gebroken spiegels (1984) - Dora
- Blindeman (1986) - Yolanda
- Een dubbeltje te weinig (1991) - To Ruif
- Popoz (2015) - Commissaris
- De zevende hemel (2016) - Maria
- Oei, ik groei! (2023) - Gerda
- Happy Single (2023) - Lydia

## Theater

### Toneel
- De Babyfoon - Carla (1974-1975)
- De Koningin Sterft - Koningin Marie (1975)
- Eddy en Anna - Anna (1975)
- Hartsgeheimen - Greta (1975)
- Bezoekuur - Sonja (1975)
- Van de koele meren des doods - Tante Bess (1976)
- De lamp hangt scheef - Mine (1976)
- Vingers van de macht - Lia (1977)
- Mono-stereo - Suzanne (1977)
- Rock '69 - Maggie (1977)
- Een positie - Juffrouw Spreeuw (1977-1978)
- Bikkelhard - Jenny (1978)
- En nou ik...! - Elly (1978)
- Het prijsdier - Julia (1978-1979)
- Werk (1979)
- Overspelen - Helen (1979)
- Hoe laat is 't - Vrouw I (1980)
- Een Moeder - Liesbeth Beemstra (1980-1981)
- De ziekte die Jeugd heet - Lucy (1981)
- Junkieverdriet - Marijke (1981)
- Een hooglied (1982)
- Gekookt ei - Babette (1982)
- Crimineel 247248 - Anja (1982)
- Vitaliteit - Gaby (1982-1983)
- Schandaal in Holland - Amelia (1983)
- Zonder onderschriften - Thea (1983)
- Sterke drank in oud-zuid - Geesje Schilperoort (1983-1984)
- Jubileum - Lotte (1984)
- Bemoeizucht - Saskia (1984)
- Kutzwagers - Els van Slingelandt /Bea Valkhof (1984-1985)
- Top Girls - Joyce / Paus Johanna (1985-1986)
- Mijn Mekka - Elsa Barlow (1986-1987)
- Een Bijzonder Prettig Vergezicht - Ingrid (1987-1988)
- Er Valt Een Traan Op De Tompoes - Lennie (1988-1989)
- De Zaak Kenny - Willemien van Henegouwen (189-1990)
- Harold en Maude - Helen Chasen (1990-1991)
- Puzzels - Pat (192-1993)
- Schakels (1996-1997)
- Facelift - Nelly van Opstal (1998)
- Sladek (1999)
- Verhalen uit het Wienerwald - Valerie (2002)
- Gouwe Handjes - Emma (2003)
- Momenten van geluk - Laura (2010)
- Alles voor de Führer (2011)
- Calendar Girls (2012)
- The Normal Heart - Emma Brookner (2012, 2013, 2014)
- De Huisvrouwmonologen (2013)
- Liefde Half om Half - Titia (2014)
- Een goed nest - Eva Denekamp (2014)
- Bloedverwanten - Esther de Winter (2015-2016)
- Pinkpop - Lies (2017)
- Vele hemels boven de zevende - Jeanne (2018)
- Vijand van het volk - Frieda Kiehl (2019-2020)
- Play with food-Coup de grace (2020)
- Fokker, Blankers, Tol - Tee (2023-2024)

### Musical
- Spring Awakening - Volwassen vrouwen waaronder Moeder (2011) (winnares John Kraaijkamp Musical Award, beste vrouwelijke bijrol)
- Soldaat van Oranje - Koningin Wilhelmina (2015-2016, 2017-2019-2023, 2024-2025, 2025 - 2026) (Ze speelde t/m januari 2025 de rol van Wilhelmina en vanaf augustus 2025 speelt ze opnieuw de rol van Wilhelmina)

## Trivia
- Acteur Bartho Braat wilde alleen de rol van Jef Alberts in Goede tijden, slechte tijden accepteren als Tol zijn vrouw Karin zou gaan spelen.
- Tol speelt zowel in de dramaserie Bloedverwanten als in de Baantjer-aflevering De Cock en de moord met een swing een echtpaar met acteur Derek de Lint.

- Biblioteca Nacional de España: XX1605143
- International Standard Name Identifier: 0000 0000 7825 4837
- Library of Congress Control Number: no2002032564
- Nationale Bibliotheek van Israël: 987007334813505171
- Nederlandse Thesaurus van Auteursnamen: 074130951
- Virtual International Authority File: 87339323
- WorldCat: E39PBJvmQdbwTpkrbJR6C7rXh3